# Drniš
Drniš este un oraș în cantonul Šibenik-Knin, Croația, având o populație de 7.498 de locuitori (2011).

## Demografie
Componența etnică a orașului Drniš
     Croați (92,17%)
     Sârbi (7,19%)
     Necunoscut (0,2%)
     Neclasificat (0,39%)
Componența confesională a orașului Drniš
     Catolici (91,16%)
     Ortodocși (7,16%)
     Necunoscută (0,43%)
     Alte religii (1,25%)
Conform recensământului din 2011, orașul Drniš avea 7.498 de locuitori. Din punct de vedere etnic, majoritatea locuitorilor (92,17%) erau croați, cu o minoritate de sârbi (7,19%). Apartenența etnică nu este cunoscută în cazul a 0,2% din locuitori. Din punct de vedere confesional, majoritatea locuitorilor (91,16%) erau catolici, cu o minoritate de ortodocși (7,16%). Pentru 0,43% din locuitori nu este cunoscută apartenența confesională.